# Usipa
Usipa är en ort i Mexiko.   Den ligger i kommunen Tila och delstaten Chiapas, i den sydöstra delen av landet, 700 km öster om huvudstaden Mexico City. Usipa ligger 437 meter över havet och antalet invånare är 1 450.
Terrängen runt Usipa är kuperad. Runt Usipa är det ganska glesbefolkat, med 38 invånare per kvadratkilometer. Närmaste större samhälle är Salto de Agua, 12,0 km nordost om Usipa. Trakten runt Usipa består till största delen av jordbruksmark.